# Maraghe
Maraghe (pers. مراغه, Marāqe) – miasto w Iranie, w ostanie Azerbejdżan Wschodni. W 2006 roku liczyło 146 405 mieszkańców w 38 891 rodzinach.